# Bar-Lev-linjen
30°31′30″N 32°19′45″Ø / 30.52500°N 32.32917°Ø
Bar-Lev-linjen (Hebraisk: קו בר לב, Kav Bar Lev) var en række befæstninger, som Israel byggede langs den østlige bred af Suezkanalen efter erobringen af Sinai-halvøen fra Ægypten under Seksdageskrigen i 1967.

## Beskrivelse
Bar-Lev-Linjen udviklede sig fra at bestå af en række rudimentære befæstninger langs kanalen. Som svar på ægypternes artilleribombardementer under Udmattelseskrigen besluttede israelerne at udbygge befæstningerne til en egentlig forsvarslinje, som strakte sig 160 km langs Suezkanalen, bortset fra Store Bittersø (hvor en overskridelse af kanalen var usandsynlig på grund af søens bredde). Bar-Lev-linjen var konstrueret til at forsvare mod ethvert ægyptisk angreb over kanalen og forventedes at fungere som en "kirkegård for ægyptiske tropper".
Linjen kostede omkring 300 mio. USD at bygge og blev opkaldt efter den israelske stabschef Haim Bar-Lev. Linjen blev bygget ved Suezkanalen, en enestående vandforhindring, som Moshe Dayan beskrev som: "en af de bedste anti-kampvogns grøfter i verden". Linjen bestod af en massiv kontinuert sandklit langs hele kanalen (bortset fra Store Bittersø) som var støttet af en betonmur. Sandvolden varierede i højde mellem 20 og 25 meter og havde en hældning på mellem 45 og 65 grader. Sandvolden og dens betonstøtter forhindrede ethvert panser- eller amfibiebaseret angreb på østsiden af Suezkanalen uden forudgående ingeniørforberedelser. Israelske planlæggere regnede med at det ville tage mindst et døgn og muligvis to for ægypterne at gennembryde sandvolden og etablere en bro over kanalen.
Lige bag sandvolden lå frontlinjen af de israelske befæstninger. Efter Udmattelseskrigen var der i alt 22 befæstninger og disse omfattede 35 støttepunkter. Befæstningerne var designet til at rumme en deling. Støttepunkterne, som var gravet adskillige etager ned i sandet lå i gennemsnit med 5 km afstand, men ved sandsynlige overgangssteder lå de kun 900 meter fra hinanden. Støttepunkterne bestod af skyttegrave, minefelter, pigtråd og en sandskråning. Større støttepunkter bestod af op til 26 bunkere med middeltunge og tunge maskingeværer, 24 beskyttelsesrum til tropperne, seks mortérstillinger, fire bunkere til antiluftskyts og tre skydestillinger forberedt til kampvogne. Støttepunkterne var omgivet af næsten 15 kredse af pigtråd og minefelter i en dybde af 200 meter. Et støttepunkts omkreds var på mellem 200-350 meter. Bunkerne og beskyttelsesrummene gav beskyttelse mod alt under 1.000 punds bomber, og indeholdt bekvemmeligheder for tropperne såsom aircondition. Mellem 500 og 1.000 meter fra kanalen var der forberedt skydestillinger til kampvogne som støtte for støttepunkterne. Nogle af navnene på støttepunkterne var Tasa, Maftzach, Milano, Mezach, Chizayon, Mifreket, Orcal, Budapest (det største), Nisan, Lituf og Chashiva.
Bag den fremskudte fæstningslinje ved kanalen lå der 11 støttepunkter 5–8 km bag kanalen, bygget på sandede bakker. Hvert støttepunkt var designet til at rumme et kompagni tropper.
Som en afsluttende finesse installerede israelerne et undersøisk rørsystem, som skulle pumpe brændbar råolie ud i Suezkanalen for at danne et tæppe af flammer. Denne brændeovn skulle riste enhver ægypter, som forsøgte at krydse kanalen. Nogle israelske kilder hævder at systemet ikke var driftsikkert og tilsyneladende var kun nogle få haner i drift. Alligevel tog ægypterne truslen meget alvorligt og i natten før Yom Kippur-krigen blokerede grupper af ægyptiske frømænd de undersøiske åbninger med beton.
Til støtte for Bar-Lev-linjen havde israelerne bygget et netværk af veje. Tre hovedveje forløb i nord-sydgående retning. Den første var Lexicon-vejen, som forløb langs kanalen og tillod israelerne at bevæge sig mellem stillingerne og gennemføre patruljer. Den anden vej var artillerivejen, omkring 10–12 km fra kanalen. Navnet stammede fra de 20 artilleri- og antiluftskytsstillinger, der var placeret ved vejen. Det forbandt også opmarchområder for pansertropper og forsyningsbaser. Parallelvejen 30 km fra kanalen skulle tillade koncentration af israelske operative reserver, som i tilfælde af en ægyptisk offensiv skulle gennemføre modangreb mod det ægyptiske hovedangreb. En række andre veje forløb i øst-vestlig retning og var konstrueret til at muliggøre fremføring af israelske tropper mod kanalen.
Forsvaret af Sinai byggede på to planer: Dueslag (שׁוֹבָךְ יוֹנִים/Shovakh Yonim) og Klippe (סֶלַע/Sela). I begge planer forventede den israelske generalstab, at Bar-Lev-linjen skulle fungere som en "stoplinje" eller kav atzira — en forsvarslinje, som skulle holdes for enhver pris. Som en israelsk oberst bemærkede kort efter Udmattelseskrigen: "Linjen blev skabt for at løse to grundlæggende militære behov: For det første at forebygge muligheden for et stort ægyptisk angreb på Sinai med etablering af et brohoved som kunne føre til en krig i fuld skala, og for det andet for at reducere tabene blandt de forsvarende tropper."
Den israelske planlægning var baseret på 48-timers forvarsel fra efterretningstjenesten om et ægyptisk angreb. I løbet af disse 48 timer skulle det israelske luftvåben angribe fjendtlige luftforsvarssystemer mens israelske styrker blev indsat som planlagt. Israelerne forventede, at et ægyptisk angreb skulle besejres af panserbrigader, som blev støttet af det overlegne israelske luftvåben.
Dueslag betød indsættelse af en stående panserdivision i forsvaret af Sinai. Divisionen blev støttet af yderligere en panserbataljon, 12 kompagnier infanteri og 17 artilleribatterier. Det var i alt 300 kampvogne, 70 kanoner og 18.000 tropper. Disse styrker, som udgjorde garnisonen i Sinai, havde til opgave at besejre en ægyptisk overgang på eller ved kanallinjen. Omkring 800 soldater skulle bemande de fremskudte stillinger langs kanalen. I mellemtiden skulle en kampvognsbrigade på 110 kampvogne, som var stationeret langs Artillerivejen, rykke frem og gå i stilling i skydestillingerne langs kanalen i tilfælde af et ægyptisk angreb. Der var yderligere to panserbrigader, en til forstærkning af den fremskudte brigade og den anden til at gennemføre modangreb mod det ægyptiske hovedangreb.
Hvis den stående panserdivision ikke viste sig i stand til at slå det ægyptiske angreb tilbage ville det israelske militær iværksætte Klippe og mobilisere to reservepanserdivisioner med støtteenheder. Iværksættelse af Klippe var tegn på en storkrig.

## Historie
Trods nedskæringen i antallet af befæstninger efter Udmattelseskrigen udgjorde Bar-Lev-linjen fortsat en formidabel forhindring, og den blev løbende forbedret og modificeret. Den ægyptiske generalstab måtte bruge megen tid og ressourcer på at udvikle en plan for hvordan man kunne overvinde den israelske forsvarslinje. Selv om Bar-Lev-linjen ikke var bygget som en absolut sikker forsvarslinje, forventede den øverste israelske militærledelse alligevel at den ville være en dødsfælde for ægyptiske tropper, og forhindre ethvert større ægyptisk forsøg på at danne brohovedet på kanalens østlige bred.
Linjen var særdeles populær i den israelske offentlighed, men nogle generaler, ikke mindst Ariel Sharon, var meget kritiske overfor den.

## Krig og ødelæggelse
Under Yom Kippur krigen i oktober 1973 lykkedes det ægypterne under ledelse af præsident Anwar Sadat at løbe Bar-Lev-linjen over ende på mindre end to timer ved hjælp af overraskelsesmomentet og overlegen ildkraft. Til at overvinde de høje sand-skanser brugte ægypterne vandkanoner som var monteret på opmudringsmaskiner på kanalen. Andre metoder, som involverede sprængstof, artilleri og bulldozere var for langsomme og krævede næsten ideelle arbejdsbetingelser. F.eks. krævedes der 60 mand, 270 kg sprængstof, en bulldozer og seks timer uden beskydning fra israelsk artilleri for at rydde 1.500 m³ sand. Indsættelse af en bulldozer på østsiden af kanalen mens man beskyttede det overfyldte område mod israelsk artilleri ville være næsten umuligt i de kritiske timer under angrebet. Bygning af de yderst nødvendige broer ville som følge heraf starte alt for sent.
I slutningen af 1971 foreslog en ung ægyptisk officer en lille, let, benzindrevet pumpe som svaret på dilemmaet. Derfor købte det ægyptiske militær 300 britisk-fremstillede pumper og konstaterede, at fem sådanne pumper kunne spule 1.500 m³ sand væk på tre timer. I 1972 købte ingeniørkorpset 150 kraftigere tyske pumper. Nu kunne en kombination af to tyske og tre britiske pumper klare at gennembryde sand-digerne på kun to timer. Dette tidsrum var langt under hvad israelerne regnede med, og de forstod åbenbart ikke betydningen af at ægypterne brugte vandkanoner under deres træningsoperationer.
Vandkanonerne skabte kraftige vandstråler, som dannede 81 huller i linjen og fjernede 3 mio. m³ jord på krigens første dag.
Ægypterne angreb Bar-Lev-linjen med to arméer og styrker fra Port Said og Røde Havdistriktet. 2. armé dækkede området fra nord for Qantara til syd for Deversoir, mens 3. armé havde ansvaret for området fra Bittersøerne til syd for Port Tawfiq.
Ægypterne begyndte deres samtidige luft- og artilleriangreb med at 250 ægyptiske fly af typerne MiG-21, MiG-19 og MiG-17 angreb deres udpegede mål i Sinai. I mellemtiden åbnede 2.000 kanoner ild mod støttepunkterne langs Bar-Lev-linjen, en spærreild, som varede i 45 minutter og hvor der alene i det første minut blev afskudt 10.500 granater.
I løbet af den første time af krigen gik de ægyptiske ingeniørtropper løs på sandbarrieren. 70 grupper af ingeniørsoldater, som hver havde ansvar for at åbne en passage arbejdede fra træbåde. Med slanger monteret til vandpumperne begyndte de at nedbryde sandforhindringen. Mange
gennembrud skete i løbet af 2-3 timer fra operationens start – ifølge planen. En række steder stødte ingeniørsoldaterne imidlertid på uventede problemer. Sandet fra barrieren blev i nogle tilfælde til mudder, som nogle steder var en meter dybt. Dette problem betød, at ingeniørsoldaterne måtte lægge en bund af tømmer, jernbaneskinner, sten, sandsække, stålplader eller metalnet for at de tunge køretøjer kunne passere. Især 3. armé stødte på vanskeligheder i sit område. Leret i barriererne viste sig at være modstandsdygtigt overfor højtryksspuling og derfor blev ingeniørerne forsinket i deres gennembrydninger. Ingeniører fra 2. armé afsluttede opbygningen af deres broer og færger i løbet af ni timer, mens 3. armé brugte mere end 16 timer.

## Bemærkninger
Ifølge historikeren Rabinovich var Bar-Lev-linjen strategisk set en fejltagelse – den havde for lille bemanding til at være en effektiv forsvarslinje og havde for stor bemanding til at kunne ofres uden videre. Desuden mener mange, at tanken bag linjen var i modstrid med styrken i den israelske taktik i kamp, som i en nøddeskal var baseret på bevægelige mobile styrker, som bevægede sig hurtigt på slagmarken, frem for i høj grad at basere sig på faste forsvarsstillinger.
Ariel Sharon, som i 1969 blev leder af Sydfronten kritiserede det statiske forsvar i Bar-Lev-linjen og foreslog et bevægeligt og mobilt forsvar i stedet. Alligevel udbyggede han linjen for at den kunne give et bedre forsvar for de israelske styrker under Udmattelseskrigen.
Ifølge generalløjtnant Saad El Shazlys beretning om Yom Kippur-krigen, i en bog med titlen The Crossing of the Suez, vurderede den overflod af vestlige militæreksperter, som besøgte Bar-Lev-linjen, at den var uovervindelig.
Området ved Bar-Lev-linjen er i dag en del af en afspærret ægyptisk militærzone ved siden af Suezkanalen. Adskillige af stillingerne er dog blevet åbnet for offentligheden som museer. Det gælder: Nozel, Lakekan, Notsa og Tzeidar. Den bedste måde at komme til Nozel og Lakekan er med Nr. 6 færgen i Ismailiya. Tzeidar og Notsa kan nås ad biltunnelen under Suezkanalen ved Suez by. Entreen koster 2-3 USD.